# Hammond Building
El Hammond Building fue un edificio de gran altura terminado en 1889 en la esquina sureste de la Griswold Street y West Fort Street en el Distrito Financiero del Downtown de Detroit, Míchigan, directamente al otro lado de la calle Fort desde el Ayuntamiento de Detroit. El edificio de 46 m fue diseñado por George H. Edbrooke. Se considera el primer rascacielos de la ciudad, y cuando se construyó fue el edificio más alto del estado. Russell Wheel & Foundry suministró y construyó el hierro y el acero estructural para el edificio. El Hammond fue demolido en 1956 para dar paso al Banco Nacional de Detroit, hoy conocido como The Qube. Con 12 pisos, el United Way Community Services Building (1895) es el rascacielos detroitino más antiguo aún en pie.

## Historia

### George H. Hammond
Nacido en Massachusetts, George H. Hammond se mudó a Detroit en 1854 y abrió un pequeño mercado de carne en la esquina de las calles Third y Howard. Más tarde, compró una patente de vagón refrigerado de William Davis, un comerciante de pescado de Detroit. La idea de Davis implicaba usar crin de caballo para alinear el auto. Al lado del caparazón había tanques de chapa para hielo y sal rotos. Hammond usó el vagón de Davis para trasladar con éxito la carne al mercado. La primera prueba se realizó en mayo de 1869, trasladando carne de res de Detroit a Boston utilizando hielo del río Detroit.
Hammond finalmente estableció operaciones en Hammond, Indiana para fabricar los autos refrigerados. Sus operaciones, ubicadas cerca de los corrales de ganado en Chicago, incluyeron operaciones de sacrificio y procesamiento de carne. Amasó un negocio que poseía más de 800 autos frigoríficos y sacrificaba 100 000 cabezas de ganado anualmente. A medida que se procesaba la carne, se cargaba en los vagones refrigerados y se enviaba a campo traviesa a la costa este. Hammond murió en 1886 dejando su fortuna a su esposa, Ellen. Ella cedió sus intereses en el negocio de envasado de carne en 1888, por lo que recibió más de 2 millones de dólares en ese momento. Hammond había comenzado a hacer planes para su rascacielos a principios de la década de 1880. Después de su muerte, Ellen compró la propiedad por 350 000 dólares y encargó el edificio que se completó en 1889.

### Construcción
El 14 de marzo de 1889, la construcción del edificio comenzó por los constructores de Chicago, W.A. Wells y A.E. Wells, con la demolición de antiguos edificios en el sitio y una excavación del suelo debajo. Los antiguos edificios en el sitio incluían la casa del primer administrador de correos de Detroit, James Abbott.
El edificio fue construido con vigas de hierro y de madera que estaban protegidas por baldosas huecas de 5 cm. El exterior del edificio consistía en ladrillos rojos prensados unidos con mortero de cal y cemento, ladrillos de arcilla y piedra de escombros quemados. Las áreas de oficinas eran generalmente de roble y los pisos de los pasillos eran de mármol con revestimientos de mármol de hasta 1,2 m. La construcción del edificio a veces se detuvo debido a una cantidad insuficiente de mulas.
Cuando Ellen Hammond contrató al arquitecto y contratista jefe, George H. Edbrooke, retuvo el 15 % de la tarifa del edificio para garantizar la calidad de la mano de obra. Al finalizar, se determinó que los yeseros, instaladores de vapor y carpinteros proporcionaron un trabajo defectuoso y que a Edbrooke no se le pagó por completo. Edbrooke entonces no pagó a sus subcontratistas. A algunos de los contratistas se les debían sumas sustanciales de dinero, como a A. L. Deane & Co, el proveedor de la bóveda, se les debía 8217 dólares.
El asunto fue remitido al Tribunal de Apelaciones de los Estados Unidos. En 1894, Edbrooke se suicidó en su oficina de Nueva York, debido a problemas comerciales.

### Uso

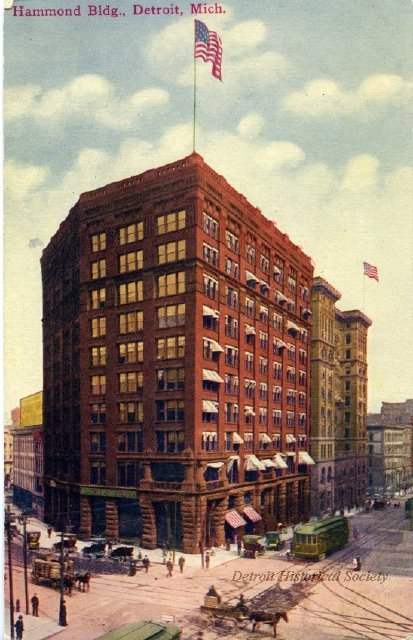
Postal con el Hammond Building hacia 1915

En agosto de 1890, las 246 oficinas del edificio fueron iluminadas durante una semana entera para honrar la Exposición Internacional de Detroit. Las luces incandescentes y el gas de Edison se utilizaron para iluminar las oficinas. Durante el día, las oficinas del edificio se abrieron para permitir a los visitantes recorrer el edificio. A lo largo de la vida útil del edificio, las luces incandescentes tuvieron un uso suficiente para que la división de lámparas incandescentes de Westinghouse Electric & Manufacturing Company llevara existencias en Detroit específicamente para el edificio Hammond.
El techo del edificio se utilizó para señalar a los barcos en el río Detroit para advertirles de las condiciones de tormenta en los Grandes Lagos.
En febrero de 1906, el vigilante nocturno William Urquhart confundió una puerta abierta del ascensor con una puerta común y cayó por el hueco del ascensor desde el primer piso hasta el sótano. Sufrió fracturas de extremidades y lesiones internas. El Detroit Free Press anticipó su fallecimiento, ya que informaron que la caída fue fatal.
Los inquilinos variaron a lo largo de los años de operación. En 1911, el Dime Savings Bank era inquilino antes de la construcción del edificio Dime. En 1911, el Departamento de Agricultura de los Estados Unidos ocupó el edificio. Otros inquilinos eran de naturaleza más pequeña, como J. A. Mercier, un contratista general, que escribió a la Hammond Building Company para advertirles que los trabajadores externos "invariablemente pueden ir a (su) oficina ya que no hay otro lugar al que puedan ir". Además aconsejó, "si esta costumbre no está de acuerdo con sus puntos de vista ... puedo encontrar una oficina en algún otro edificio de oficinas donde pueda hacer mi negocio como mejor me parezca".

### Demolición
Para 1944, varios otros edificios de gran altura más modernos se habían construido en Detroit y el Hammond era poco rentable. La corporación propietaria y administradora del edificio, The Hammond Building Company, se disolvió el 15 de febrero de 1956.
En 1956, el edificio Hammond fue demolido para dejar espacio para el edificio de la sede del Banco Nacional de Detroit (NBD) de 20 millones de dólares. La construcción del nuevo edificio, diseñado por Albert Kahn, comenzó en el verano de 1957. El NBD se mudó a su nueva sede en septiembre de 1959. El edificio actualmente es propiedad de Quicken Loans y se conoce como The Qube.